# أبراهام توريس
أبراهام توريس (بالإسبانية: Abraham Torres)‏ (مواليد 16 يناير 1968) هو ملاكم فنزويلي، مثّل بلاده في الألعاب الأولمبية الصيفية 1988.

## وصلات خارجية
أبراهام توريس على موقع بوكس ريك (الإنجليزية) (registration required)
- أبراهام توريس على موقع أوليمبيديا (الإنجليزية)